# Deise Nunes
Deise Nunes (nacida el 30 de marzo de 1968) es una modelo brasileña de ascendencia africana. Fue la primera mujer de afrodescendiente en ser nombrada Miss Brasil.

## Biografía
Nunes nació en Porto Alegre y se educó en el Colegio Santa Inés. Su etnia es parda. 
En 1977, Nunes fue elegida Miss Simpatía de su escuela y en 1984 se convirtió en modelo profesional. Participó en numerosos concursos de belleza, como ser coronada Reina de las Piscinas de Rio Grande do Sul en 1984.
En 1986, en São Paulo, fue la primera mujer afrodescendiente en ser nombrada Miss Brasil. Algunos miembros del público brasileño provocaron una protesta por su victoria en Miss Brasil, mientras que Nunes anunció que tenía la intención de utilizar su trono para crear conciencia sobre los prejuicios raciales en el país. Recibió la llave de la ciudad de Porto Alegre.
Después de ganar Miss Brasil, Nunes participó en el concurso Miss Sudamérica en Venezuela. Quedó en tercer lugar y ganó el premio al mejor traje tradicional. Luego quedó en sexto lugar en el concurso internacional Miss Universo celebrado en la Ciudad de Panamá, en julio de 1986.
Después de su carrera en concursos de belleza, Nunes fundó la Escuela de Modelos Deise Nunes en Porto Alegre, que prepara modelos para la industria de la moda. Marthina Brandt (Ganadora de Miss Brasil en 2015) fue una de sus alumnas. También ha hecho apariciones en la televisión brasileña, como en uno de los episodios de la serie Tarcísio e Gloria y como jueza invitada en Cassino do Chacrinha, ambas en Rede Globo.

## Vida personal
Salió con el cantante español Julio Iglesias y el futbolista brasileño Edson Arantes do Nascimento (Pelé) en 1986. Más tarde se casó con el empresario Lair Ferst y tuvieron dos hijos.